# Tropical Ocean and Global Atmosphere
Le programme d’Étude des océans tropicaux et étude globale de l'atmosphère, connu sous son acronyme anglais TOGA (Tropical Ocean Global Atmosphere), était un programme de recherche faisant partie du  Programme mondial de recherches sur le climat chargé de la modélisation du climat et de la prévision à long terme. TOGA portait sur l'étude des océans sous les Tropiques et de leurs relations avec l'atmosphère. 
L'hypothèse de base de TOGA est que les ajustements dynamiques de ces mers est très rapide et que toute perturbation venant du Pacifique ouest, comme El Niño, peut se propager à travers le bassin océanique dans un délai qui se compte en semaines plutôt qu'en années comme aux latitudes plus élevées. L'importance de ces changements rapides près de l'équateur sont similaires aux modes hautement énergiques de l'atmosphère et montrent les échanges couplés entre ces deux fluides.

## Objectifs scientifiques de TOGA
En 1985, le Programme mondial de recherches sur le climat définissait les objectifs de TOGA comme:
- Acquérir une compréhension des interdépendances et des mécanismes du système océans tropicaux/circulation atmosphérique globale pour déterminer sa prédictabilité à des échelles mensuelles et annuelles.
- Étudier la possibilité de créer des modèles de prévision numérique de ce système.
- Le développement d'outils d'observation et de transmission de données en temps réel dans le cas où un modèle de prévision est faisable.

TOGA est depuis une collaboration internationale et le Numerical Experimentation Group (TOGA NEG) est son service de modélisation.